# Canada ai IX Giochi olimpici invernali
Il Canada partecipò ai IX Giochi olimpici invernali, svoltisi a Innsbruck, Austria, dal 29 gennaio al 9 febbraio 1964, con una delegazione di 55 atleti impegnati in otto discipline.

## Medagliere

### Per discipline
| Sport                 | Oro | Argento | Bronzo | Totale |
| --------------------- | --- | ------- | ------ | ------ |
| Bob                   | 1   | 0       | 0      | 1      |
| Pattinaggio di figura | 0   | 1       | 1      | 2      |
| Totale                | 1   | 1       | 1      | 3      |

### Medaglie
| Medaglia | Atleta                                             | Sport                 | Evento                          |
| -------- | -------------------------------------------------- | --------------------- | ------------------------------- |
| Oro      | Victor Emery Peter Kirby Douglas Anakin John Emery | Bob                   | Bob a quattro maschile          |
| Argento  | Debbi Wilkes Guy Revell                            | Pattinaggio di figura | Pattinaggio di figura a coppie  |
| Bronzo   | Petra Burka                                        | Pattinaggio di figura | Pattinaggio di figura femminile |